# Undecided
Undecided è un singolo del cantante statunitense Chris Brown, pubblicato il 4 gennaio 2019 come primo estratto dal nono album in studio Indigo.

## Descrizione
Il brano è stato scritto da Chris Brown, Antonio Stith e Felicia Ferraro ed è stato prodotto da Scott Storch, che aveva precedentemente lavorato con Brown per i singoli Run It! e Gimme That, lavorando con lui anche nei suoi album Exclusive ed Heartbreak on a Full Moon.

### Stile musicale
Undecided è un brano R&B con influenze tropical e pop, che dura 3 minuti ed 8 secondi, basandosi su un'interpolazione del brano del 1991 di Shanice, I Love Your Smile.

### Tema lirico
Nel brano Brown racconta nel primo verso di come si senta indeciso ad iniziare una relazione con una ragazza, nonostante la sua bellezza, per la paura di poterla ferire, e il secondo verso racconta che quando lei gli chiede di sposarlo la sua indecisione ruoti su quanto in futuro sia lei a poter ferire lui, riuscendo a superarla accettando le richieste della ragazza.

## Video musicale
Il 4 gennaio 2019, Brown ha pubblicato il videoclip sul suo canale YouTube. Il video è stato girato in un parco giochi e mostra Brown e il suo interesse amoroso, interpretato da Serayah, eseguire coreografie mentre provano ogni divertimento offerto dal luna park.

## Classifiche
| Classifica (2019) | Posizione massima |
| ----------------- | ----------------- |
| Australia         | 56                |
| Belgio (Fiandre)  | 79                |
| Belgio (Vallonia) | 70                |
| Canada            | 57                |
| Germania          | 94                |
| Irlanda           | 46                |
| Italia            | 91                |
| Nuova Zelanda     | 15                |
| Regno Unito       | 15                |
| Stati Uniti       | 35                |
| Svezia            | 15                |
| Svizzera          | 47                |